# Свещен ибис
Свещеният ибис (Threskiornis aethiopicus) е вид птица от семейство Ибисови (Threskiornithidae). Видът е незастрашен от изчезване.

## Разпространение
Разпространен е в Ангола, Бенин, Ботсвана, Буркина Фасо, Бурунди, Камерун, Централноафриканска република, Чад, Коморски острови, Демократична република Конго, Република Конго, Кот д'Ивоар, Джибути, Екваториална Гвинея, Еритрея, Етиопия, Габон, Гамбия, Гана, Гвинея, Гвинея-Бисау, Иран, Ирак, Кения, Лесото, Малави, Мали, Мавритания, Мозамбик, Намибия, Нигер, Нигерия, Руанда, Сенегал, Сиера Леоне, Сомалия, Южна Африка, Южен Судан, Свазиленд, Танзания, Того, Уганда, Йемен, Замбия и Зимбабве.